# Elecciones locales en Andes (Antioquia) de 2003
Las Elecciones locales en Andes de 2003, se llevaron a cabo el 26 de octubre de 2003 en el municipio de Andes (Antioquia), donde fueron elegidos los siguientes cargos para un periodo de cuatro años contados a partir del 1° de enero de 2004:
- Alcalde de Andes (Antioquia)
- Gobernador de Antioquia.
- 13 miembros del Concejo municipal de Andes.
- 26 Diputados de la Asamblea de Antioquia.

## Antecedentes
En el año 2002, mediante el acto legislativo 02 de 2002, se modificó el periodo de los alcaldes, gobernadores, concejales, diputados y ediles; ampliándolos a cuatro años sin posibilidad de reelección para el periodo siguiente.
En el 2000, el exalcalde Jaime Arbeláez fue elegido por segunda vez como Alcalde de Andes, después de una larga campaña. El exconcejal y gerente de Bancafé en Jardin, Horacio Gallón Arango, surgió como el candidato del Conservatismo Andino, reunido en esta ocasión en el movimiento Alas Equipo Colombia, fundado por el exalcalde de Medellín y exministro Luis Alfredo Ramos a mediados de los ochenta, y al interior del Partido Conservador, para hacer contrapeso al otro movimiento conservador de Antioquia, la Fuerza Progresista del Coraje, En 2004, Equipo Colombia se retira del Partido Conservador para emprender en solitario su camino a las legislativas y con dicho desprendimiento, los principales líderes conservadores Andinos, como los hermanos Jaime y Francisco Zapata Ospina continuaron su actividad política en este movimiento.
Julio Arboleda, había obtenido un importante resultado electoral en las elecciones de 2000, lo que le permitió perfilarse con opción para las elecciones de 2003. Promovido por el concejal Manuel Felipe Suárez Puerta; el expersonero de Ciudad Bolívar y excandidato a la alcaldía de Andes, aprovechó la crisis política que generó el bloqueo por parte del concejo a la gestión del alcalde Jaime Arbeláez y la falta de consolidación del equipo Conservador Andino para traducir la buena gestión del alcalde en votos para el candidato Gallón.

## Candidatos a la Alcaldía
Para suceder al alcalde Jaime Arbeláez, se presentaron dos (2) candidaturas:

### Alas Equipo Colombia
Horacio Gallón Arango 
Administrador de Empresas; exconcejal del Municipio y gerente de Bancafé en Jardin, recogió las banderas del alcalde Jaime Arbeláez y de los hermanos Jaime y Francisco Zapata Ospina; Candidato por el movimiento Equipo Colombia del exsenador y exministro Luis Alfredo Ramos.

### Colombia Democrática
Julio Arboleda
excandidato a la alcaldía de Andes en las elecciones de 2002 y expersonero de Ciudad Bolívar, contó con el apoyo del senador Mario Uribe Escobar. 

## Candidatos al Concejo Municipal
Para el Concejo Municipal de Andes, se eligen 13 concejales, quienes representan a los votantes tanto del centro urbano como los 5 corregimientos de Andes. Los siguientes partidos presentaron listas para esta corporación, para un total de 79 candidatos:
|  | 28,04 % |

|  | 26,28 % |

|  | 11,10 % |

|  | 10,03 % |

|  | 8,74 % |

|  | 8,03 % |

|  | 5,31 % |

|  | 2,46 % |